# Inception
Inception (titulada: Origen en España y El origen en Hispanoamérica) es una película británica/estadounidense/canadiense/japonesa de ciencia ficción escrita, producida y dirigida por Christopher Nolan y protagonizada por Leonardo DiCaprio, Elliot Page, Joseph Gordon-Levitt, Ken Watanabe, Tom Hardy, Marion Cotillard, Cillian Murphy, Tom Berenger y Michael Caine. Se estrenó en Londres el 9 de julio del 2010. Recibió cuatro premios Óscar (mejor fotografía, mejor mezcla de sonido, mejor edición de sonido y mejores efectos visuales) y otras cuatro nominaciones (mejor película, mejor banda sonora, mejor guion original y mejor dirección artística). Además, obtuvo el tercer lugar de taquilla en 2010, según la ABC.

## Argumento

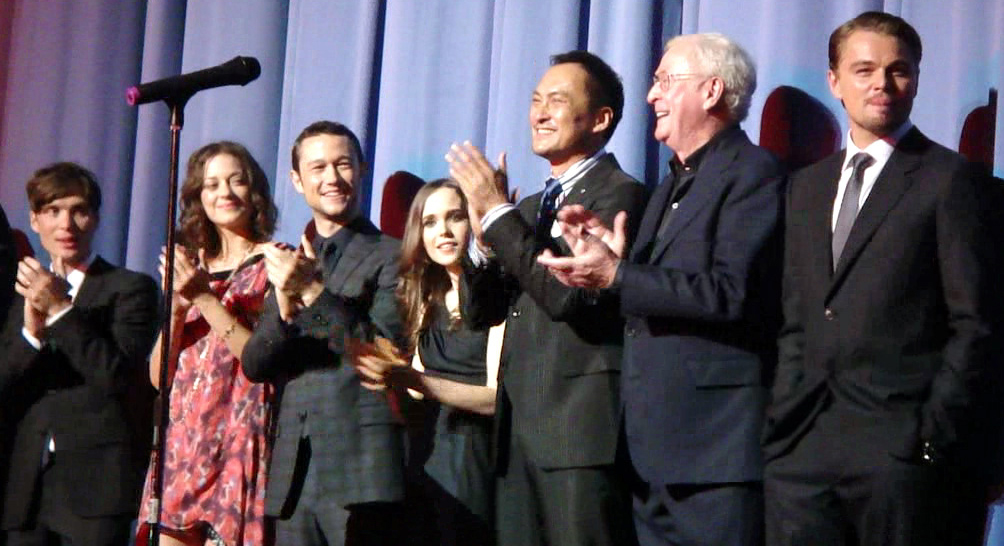
Cast de la película Inception.

Dom Cobb (Leonardo DiCaprio) es un ladrón, prófugo de la justicia estadounidense por el supuesto asesinato de su esposa, especializado en infiltrarse en los sueños para robar ideas, claves de bancos, etc. mientras sus víctimas duermen. 
Esto lo puede lograr a través de un sueño inducido por un dispositivo de tecnología militar experimental, que administra un potente sedante a las víctimas y a los atacantes, creando un sueño compartido, ubicado en un escenario construido por la subconsciencia de uno de los atacantes, y ocupado por proyecciones mentales (subconsciencia) del sujeto al que se le extrae la información, quien por lo mismo no sospecha estar soñando.
En una misión Dom Cobb y su equipo son contratados por Ingeniería Cobol para extraer el plan de expansión de Proclus Global, liderada por el magnate japonés Saito (Ken Watanabe) pero, por un giro inesperado, la operación resulta ser detectada por la víctima y se sale de control.
Uno de los integrantes del equipo de Cobb, Nash (Lukas Haas), entrega al equipo para salvar su propia vida, pero Saito entonces revela haber orquestado todo para ponerlos a prueba, tras lo cual les propone un trabajo: que en lugar de robar una idea implanten una (de ahí el nombre de la película), a lo que el equipo se opone por la dificultad que representa. Sin embargo, Cobb se ve tentado con la promesa de que si lo consiguen, sus problemas legales se resolverán, al cambiarles su identidad.
En el mundo de los sueños de Inception, el dolor es experimentado como real, pero el resultado de la muerte es el despertar. Cada miembro del equipo lleva consigo un tótem, un objeto que conocen a la perfección y que les permite distinguir si se encuentran en el sueño de otra persona o en la realidad. El tótem de Cobb es una especie de peonza que en el mundo ficticio gira constantemente, nunca se detiene y gira siempre, mientras que en el mundo real termina por detenerse al ser imposible un móvil perpetuo por los Principios de la termodinámica. El resto de los tótem no se distinguen de manera clara en la película.
El objetivo es convencer a Robert Fischer (Cillian Murphy), hijo del dueño de la corporación rival de Saito, heredero de la empresa y su fortuna, de terminar con el imperio de su padre, evitando así que se convierta en una superpotencia que amenazaría la compañía de Saito, que es competidora de esa empresa de tecnología. 
Cobb recluta a la nueva arquitecta del mundo de sueños, Ariadne (Elliot Page) (personaje cuyo nombre se basó en Ariadna, quien en la mitología griega fue la hija del rey Minos y que ayudó a Teseo a salir del laberinto del Minotauro), a Eames (Tom Hardy), un falsificador que puede cambiar su apariencia en los sueños, y a Yusuf (Dileep Rao), un químico desarrollador de sedantes, ya que para llevar a cabo la inducción necesitan un potente sedante para que los sueños no se vengan abajo, despertar antes de tiempo.
Cuando Robert Fischer fallece en Sídney, Saito y el equipo de Cobb comparten el largo vuelo con Robert Fischer Jr. hacia Los Ángeles en primera clase para que nadie los moleste en un Boeing 747 en el largo vuelo, y todos se aplican el potente sedante, para entrar en el mundo de los sueños muy profundo, con la máquina llevada en un maletín, que introducen al avión con la ayuda de una azafata. 
Allí comienza un sueño profundo lleno de acción y de suspenso por lograr implantar la idea. Sin embargo, las cosas no salen como estaban planeadas y se ven envueltos en problemas psicológicos personales y llenos de sentimientos que se van descubriendo mientras la historia transcurre, y deben ir a un sueño más profundo, para abrir la caja fuerte con la información secreta de la empresa, en una base secreta en medio de montañas con nieve, en el mundo construido por la arquitecta del mundo de sueños Ariadne.
Para despertar al equipo de los sueños usan las "patadas" (acciones que hacen que alguien despierte, como la sensación de caer), porque el químico suministrado es tan potente, que se puede saltar en los sueños haciéndolos cada vez más profundos y de mayor actividad cerebral, el despertar es la caída de una furgoneta en el río,  en donde ellos se transportan en la construcción del primer sueño de Ariadne y planean despertar al caer en el río. Tal es el efecto del sedante que si una persona muere en el sueño no despierta, sino que entra en un mundo onírico infinito: el limbo.
La película conecta de nuevo con la escena del principio, donde Cobb conversa con un anciano. Prevenido por las anteriores palabras de este y reaccionando ante ellas, reanuda el diálogo — revelando a un envejecido Saito que ha pasado décadas en el limbo — para devolverlos a ambos a la realidad, ese era el plan verdadero de Saito.
Entre las frases que cruzan entre sí, existen algunas que le recuerdan a cada uno de ellos dónde se encuentran, es un sueño. Cobb le pide a Saito que regrese con él al mundo real, aprovechando la patada que se produce por la caída de la furgoneta en el río. De inmediato despierta y encuentra a todos en el avión, incluido Saito, quien cumple su parte del acuerdo y Cobb entra en Estados Unidos, donde se reúne con sus hijos. Al llegar a casa en el campo, hace girar la peonza para poner a prueba la realidad, pero sus hijos lo distraen y pierde el interés. La peonza gira sin descanso durante un largo rato, pero empieza a tambalearse y la película termina.

## Reparto

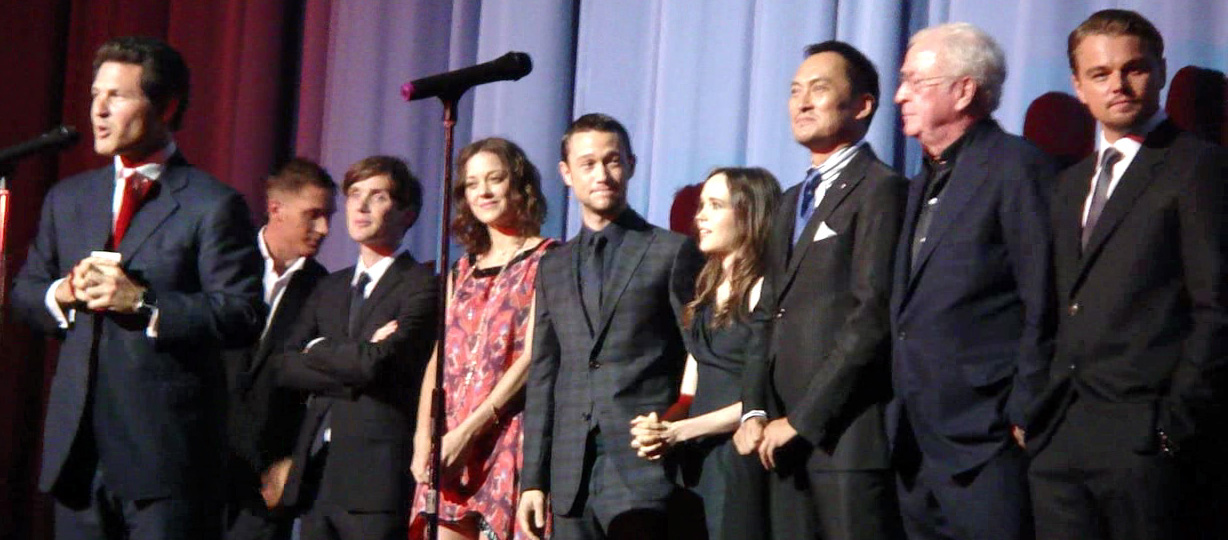
El reparto de Inception en la premier de julio de 2010 presentada por Josh Berger. De izquierda a derecha, Tom Hardy, Cillian Murphy, Marion Cotillard, Joseph Gordon-Levitt, Elliot Page, Ken Watanabe, Michael Caine y Leonardo DiCaprio.

- Leonardo DiCaprio como Dom Cobb, el extractor, un experto en el robo de ideas dentro del mundo de los sueños. Cobb o cualquier otro extractor es capaz de robar una idea de la mente de otra persona. Se establece el concepto de lo contagiosa y persistente que es una idea dentro de la mente humana y de la imposibilidad de erradicarla, una vez que está completamente formada.[4] Para la creación del personaje, Dicaprio decidió leer algunos libros de Sigmund Freud para así entender todo lo que pudiera sobre el análisis psicoanalítico de los sueños. Además, para compenetrar más con la actriz Marion Cotillard, quien hace de su difunta esposa, tuvieron muchas conversaciones profundas durante los meses previos al rodaje y también durante el mismo.[5] El apellido Cobb significa "sueño" en sánscrito, en hindi, en urdu y en punjabi.[cita requerida]
- Joseph Gordon-Levitt como Arthur, el hombre clave, socio de Cobb y responsable de investigar los objetivos del equipo. James Franco abandonó el papel después de un conflicto de programación.[6]
- Elliot Page[nota 1] como Ariadne, la arquitecta, una estudiante graduada de la universidad, que construye los espacios físicos en el mundo de los sueños.[4] Evan Rachel Wood fue la primera opción de Christopher Nolan para interpretar a Ariadne, pero ella lo rechazó.
- Tom Hardy como Eames, el falsificador, un miembro del equipo de Cobb capaz de adoptar la forma física de cualquier otra persona en el mundo de los sueños, además de ser una de las mentes creativas dentro de la gesta del "origen".[7]
- Ken Watanabe como Saito, el jefe, el empresario que contrata a Cobb y entra en el sueño para controlar los logros.[7]
- Marion Cotillard como Mal Cobb, la sombra, difunta esposa de Cobb, que se manifiesta en el paisaje de ensueño más allá del control de Cobb, interfiriendo en sus misiones.[4] El nombre, Mal, es sinónimo de "malo", "dolor" en francés, en español y en portugués.[cita requerida]
- Cillian Murphy como Robert Fischer, el blanco, el heredero de un imperio de negocios, a quién Cobb y su equipo deben realizarle el origen.[4]
- Tom Berenger como Peter Browning, el padrino de Robert.
- Michael Caine como Miles, el mentor, maestro y suegro de Cobb y profesor de la universidad de Ariadne. Miles es también el tutor de los niños de Cobb.[8]
- Dileep Rao como Yusuf, el químico, miembro del equipo que elabora los compuestos necesarios a fin de mantener tres niveles de sueño estables durante el trabajo del origen.
- Lukas Haas como Nash, el arquitecto anterior a Ariadne en el trabajo de Cobb.
- Talulah Riley como una mujer de un bar de la que se disfraza Eames.
- Pete Postlethwaite como Maurice Fischer, el difunto padre de Robert.

Si se toma la primera letra de los personajes principales, se forma la palabra Dreams (sueños, en español): Dom, Robert, Eames, Arthur o Ariadne, Mal y Saito.[cita requerida]

## Estrenos y crítica
El estreno de la película fue el 8 de julio de 2010 en Leicester Square, en Londres, Inglaterra. El estreno en Estados Unidos fue el 16 de julio de 2010, tanto en cines convencionales como en IMAX; en España se estrenó el 6 de agosto, y en la mayoría de los países de América Latina el estreno fue ese mismo mes, salvo en México y en Argentina, cuyos estrenos fueron el 23 y 29 de julio, respectivamente.
Recaudó dos millones de dólares en su primer fin de semana, en 3792 cines de Estados Unidos. Hasta el momento, la cinta ha recaudado más de 292 millones de dólares en dicho país, y más 520 millones en el resto del mundo, obteniendo un total de 825 millones de dólares, con lo que logró colocarse en el tercer lugar de las películas más taquilleras de 2010, solo después de Toy Story 3 y Alice in Wonderland.
En cuanto a la crítica, según el sitio web de Rotten Tomatoes, la película obtuvo una excelente recepción: alcanzó un 87 % de aprobación (por parte de los críticos expertos) y 93 % (por parte de la audiencia).
Son numerosas las referencias que vinculan esta película con el anime Paprika, dirigido por Satoshi Kon, estrenado en 2006 y basada, a su vez, en la novela japonesa Paprika, de 1993, escrita por Yasutaka Tsutsui.

## Banda sonora
Al igual que en trabajos anteriores, Nolan decidió contar con la participación de Hans Zimmer para la realización de la banda sonora. Por este trabajo, Hans Zimmer logró nominaciones en los premios Premios Óscar, BAFTA y los Globos de Oro.

Todas las canciones escritas y compuestas por Hans Zimmer. 
| N.º | Título                            | Duración |  |
| 1.  | «Half Remembered Dream»           | 1:12     |  |
| 2.  | «We Built Our Own World»          | 1:55     |  |
| 3.  | «Dream Is Collapsing»             | 2:28     |  |
| 4.  | «Radical Notion»                  | 3:43     |  |
| 5.  | «Old Souls»                       | 7:44     |  |
| 6.  | «528491»                          | 2:23     |  |
| 7.  | «Mombasa»                         | 4:54     |  |
| 8.  | «One Simple Idea»                 | 2:28     |  |
| 9.  | «Dream Within A Dream»            | 5:04     |  |
| 10. | «Waiting For A Train»             | 9:30     |  |
| 11. | «Paradox»                         | 3:25     |  |
| 12. | «Time»                            | 4:35     |  |
| 13. | «Projections (*)»                 | 7:04     |  |
| 14. | «Don't Think About Elephants (*)» | 5:35     |  |
| 15. | «Dark Mal (**)»                   | 5:51     |  |

(*) Temas adicionales exclusivos en InceptionScore.com
(**) Tema exclusivo App de Inception en iTunes
Aparece también en la música del film la canción Non, je ne regrette rien, en la interpretación de Édith Piaf. Algo interesante a destacar de la producción musical de la banda sonora es su similitud con dicha canción, algo que Zimmer ha explicado en diversas entrevistas. Según dice, la canción inspiró gran parte de la banda sonora. De hecho, la película dura 2 horas y 28 minutos, y se cree que es una referencia a la duración de la primera versión de esta canción: de 2 minutos y 28 segundos.[cita requerida]

## Circunstancias de su realización

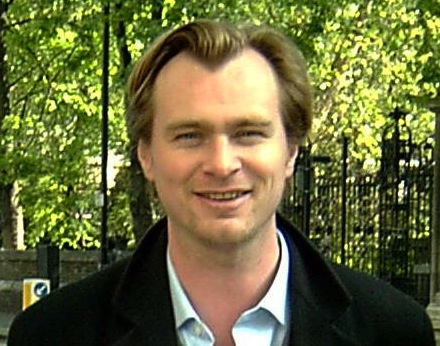
Chris Nola, director del filme.

El director, Christopher Nolan, tardó ocho años en escribir el guion de la película. Warner Bros. Pictures ofreció la posibilidad a Christopher Nolan de rodar la película en 3D, pero él se negó porque no quería que el público se distrajera del efecto cinematográfico.[cita requerida]

## Premios

### Premios Óscar
En los Premios Óscar 2010:
| Categoría                | Receptor                                               | Resultado |
| ------------------------ | ------------------------------------------------------ | --------- |
| Mejor película           | Christopher Nolan Emma Thomas                          | Nominados |
| Mejor guion original     | Christopher Nolan                                      | Nominado  |
| Mejor dirección de arte  | Guy Hendrix Dyas Larry Dias Doug Mowat                 | Nominados |
| Mejor fotografía         | Wally Pfister                                          | Ganador   |
| Mejor banda sonora       | Hans Zimmer                                            | Nominado  |
| Mejor edición de sonido  | Richard King                                           | Ganador   |
| Mejor sonido             | Richard King Lora Hirschberg Gary A. Rizzo Ed Novick   | Ganadores |
| Mejores efectos visuales | Chris Corbould Paul Franklin Andrew Lockley Peter Bebb | Ganadores |

### 15 Satellite Awards
En los 15 Satellite Awards:
| Categoría                     | Receptor                                                | Resultado |
| ----------------------------- | ------------------------------------------------------- | --------- |
| Mejor película - drama        | Mejor película - drama                                  | Nominada  |
| Mejor director                | Christopher Nolan                                       | Nominado  |
| Mejor actor principal - Drama | Leonardo DiCaprio                                       | Nominado  |
| Mejor actriz de reparto       | Marion Cotillard                                        | Nominada  |
| Mejor guion original          | Christopher Nolan                                       | Nominado  |
| Mejor banda sonora            | Hans Zimmer                                             | Ganador   |
| Mejor fotografía              | Wally Pfister                                           | Ganador   |
| Mejor montaje                 | Lee Smith                                               | Nominado  |
| Mejor dirección artística     | Guy Hendrix Dyas Luke Freeborn Brad Ricker Dean Wolcott | Ganadores |
| Mejor sonido                  | Richard King Lora Hirschberg Gary A. Rizzo Ed Novick    | Nominados |
| Mejores efectos visuales      | Paul Franklin Chris Corbould Andrew Lockley Peter Bebb  | Nominados |

### Premios Globo de Oro
En los Premios Globo de Oro 2011:
| Categoría              | Receptor               | Resultado |
| ---------------------- | ---------------------- | --------- |
| Mejor película - drama | Mejor película - drama | Nominada  |
| Mejor director         | Christopher Nolan      | Nominado  |
| Mejor guion            | Christopher Nolan      | Nominado  |
| Mejor banda sonora     | Hans Zimmer            | Nominado  |

### Premios BAFTA
En los Premios BAFTA 2010:
| Categoría                  | Receptor                                               | Resultado |
| -------------------------- | ------------------------------------------------------ | --------- |
| Mejor película             | Christopher Nolan Emma Thomas                          | Nominados |
| Mejor director             | Christopher Nolan                                      | Nominado  |
| Mejor guion original       | Christopher Nolan                                      | Nominado  |
| Mejor diseño de producción | Guy Hendrix Dyas Larry Dias Doug Mowat                 | Ganadores |
| Mejor fotografía           | Wally Pfister                                          | Nominado  |
| Mejor música original      | Hans Zimmer                                            | Nominado  |
| Mejor montaje              | Lee Smith                                              | Nominado  |
| Mejor sonido               | Richard King Lora Hirschberg Gary A. Rizzo Ed Novick   | Ganadores |
| Mejores efectos visuales   | Chris Corbould Paul Franklin Andrew Lockley Peter Bebb | Ganadores |

### Premios WGA (Sindicato de Guionistas)
En los Premios del Sindicato de Guionistas del 2011:
| Categoría            | Receptor          | Resultado |
| -------------------- | ----------------- | --------- |
| Mejor guion original | Christopher Nolan | Ganador   |